# Adalbert von Herrlein

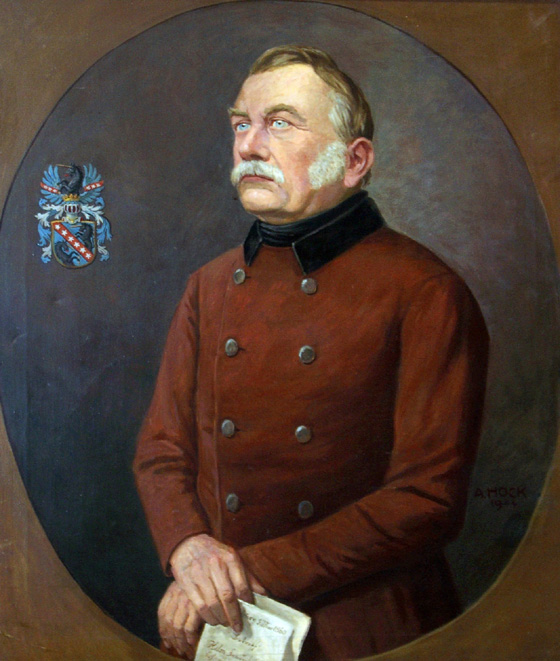
Adalbert von Herrlein

Bürgermeister von 1835–1864

Adalbert Christoph Franz von Herrlein (* 20. Mai 1798 auf dem Gräfenhof in Pfaffendorf bei Pfarrweisach, Kreis Ebern; † 4. Juni 1870 in Aschaffenburg) war ein deutscher Bürgermeister von Aschaffenburg.

## Leben
Der Gräfenhof war bis zum ausgehenden 18. Jahrhundert im Besitz der Freiherrn von Stein (siehe Schloss Pfaffendorf) aus Altenstein, bis er 1797 von seinem Vater, dem Bamberger Hofrat und Grundbesitzer Valerius von Herrlein übernommen wurde. Materiell abgesichert und wohlbehütet, erzogen in christlich-konservativer Umgebung absolvierte der junge Adalbert von Herrlein bis zum Sommer 1820 das Gymnasium zu Bamberg. Am 11. November 1820 immatrikulierte er sich für das Studium der Rechtswissenschaft an der juristischen Fakultät der Universität Würzburg. Nach Abschluss des Studiums war er zunächst von Oktober 1823 bis September 1826 Praktikant beim Landgericht Karlstadt, bevor er im September 1826 in Würzburg das 2. Juristische Staatsexamen ablegte. Seine erste berufliche Anstellung hatte er sodann bis Herbst 1827 bei dem Landgericht Karlstadt. Im Winter 1827/28 war er bei den Bezirksgerichten in Landau und Zweibrücken tätig, von Frühjahr 1828 bis Herbst 1829 am Landgericht Arnstein. Durch kgl. Reskript vom 15. September 1829 wurde er dann als Advokat in Aschaffenburg zugelassen. Dort schloss er am 12. September 1830 die Ehe mit Elisabeth Würdtwein (* 13. Mai 1804 in Aschaffenburg; † 26. Januar 1873 in Aschaffenburg). Sie war die Tochter des Aschaffenburger Jagdsekretärs Franz Xaver Würdtwein und Eva Hettinger; aus der Ehe gingen sieben Kinder hervor. Am 30. November 1834 folgte als nächster beruflicher Schritt die Ernennung zum Wechselnotar beim Wechselgericht erster Instanz in Aschaffenburg.
Im Sommer 1835 wurde von Herrlein zum Bürgermeister von Aschaffenburg gewählt. Dieses Amt hatte er bis 1864 inne. In seiner Amtszeit veranderthalbfachte sich die Einwohnerzahl auf ca. 11.000. Im Zuge der Industrialisierung wandelte sich das Stadtbild: Bahnhofsbau und Anschluss an die Ludwigs-West-Bahn, Errichtung von Papierfabriken und einer Gasfabrik, Einführung der Gasbeleuchtung, Kanalisation und Überbauung der inneren Stadtgräben mit Straßen (Löherstraße, Landingstraße), Gründung des Knabenwaisenhauses und der Sparkasse. Auch die Errichtung des Pompejanums und der Kippenburg fallen in seine Zeit.
Während der Revolutionsunruhen von 1848 erwies sich das volksnahe Stadtoberhaupt als kluger und besonnener Politiker, sodass die Stadt auf dem Boden der konstitutionellen Monarchie mit volkstümlichen Institutionen blieb. Von 1856 bis 1859 und 1863 bis 1864 war er vorsitzender Abgeordneter im Bayerischen Landtag.
Adalbert von Herrlein starb in seinem Haus im Roßmarkt im Alter von 73 Jahren. Er wurde in der Familiengruft im Altstadtfriedhof Aschaffenburg beigesetzt. 1908 wurde eine Straße nach ihm benannt. Sie erinnert die Aschaffenburger Bürger an seine lokal-geschichtlichen und kommunalpolitischen Leistungen und Verdienste.

## Werke

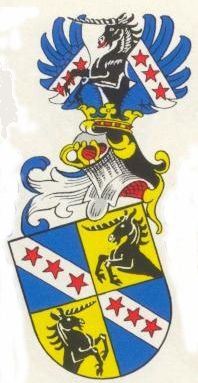
Wappen der Familie v. Herrlein

Neben seinen Amts- und Repräsentationspflichten erforschte er die Lokalgeschichte, sammelte Sagen und schrieb einen Stadtführer.
1. Aschaffenburg. Ein Handbuch für die Jugend; Aschaffenburg: Pergay 1849 (VI. u. 50 S., 12°)
2. Die Sagen des Spessarts; Aschaffenburg: Krebs 1851 (IV u. 273 S., gr. 12°) Digitalisat hier
3. Bericht über die Auffindung eines römischen Kastells im Großwallstadter Gemeindewalde; in: JbUfr 26(1855/56) S. 12
4. Aschaffenburg und seine Umgegend. Ein Handbuch für Fremde; Aschaffenburg: Krebs 1857 (IV u. 125 S., 4 Karten, 12°)
5. Das Schloß Alzenau; in: AU 14/2 (1857) S. 93–116
6. Die Sandkirche zur weißen Lilie in Aschaffenburg; in: SulK 1859, S. 107–111
7. Der Ringwall auf dem Findberge; in: AU 14 (1856)1, 159–167 + AU 27 (1884) 306–312
8. Die Sagen des Spessarts; 2. (vermehrte) Aufl., hrsg. v. Johann Schober, Aschaffenburg: Krebs 1885 (XVI u. 420 S., 8°, Leinwand- und Halbleinwandausgabe)
9. Sagen des Spessarts; 3. Aufl., hrsg. v. A.H. Häcker, Aschaffenburg: Krebs 1901
10. Die Zwerge im Joßgrund, eine Sage; in: Das Bayerland, Jahrgang 17 (1906) S. 358 f.
11. Der Bettler von Mespelbrunn, eine Sage; in: Spessart-Kalender 1 (1911) S. 48–50
12. Sagen des Spessarts von Adalbert von Herrlein; hrsg. v. J. Schober, 2 Bände, Aschaffenburg 1912 (zus. 387 S.)
13. Rottenberg – Die Burg auf dem Gräfenberg und der Klosterberg bei Rottenberg; in: Der Kahlgrund 1 (1928) S. 131–133
14. Das heilige Kreuz auf dem Sodenberge; in: Spessart-Kalender 1912, S. 55 f.
15. Die Pest im Spessart; in: Der Kahlgrund 1 (1928) S. 137–140
16. Die Wonburg; in: Der Kahlgrund 1(1928) S. 130
17. Die Schweden zu Obernburg; in: Aschaffenburger Geschichtsblätter 28 (1936) Nr. 5, S. 4
18. Spessart – Sagen. Gesammelt von Adalbert v. Herrlein und Johann Schober. Völlig neu bearbeitet (mit Bildern von Wendelin Grossmann); Aschaffenburg: Pattloch 1946 (XI u. 264 S., 8°)
19. Die Sagen des Spessarts (Nachdruck der Ausgabe von 1851), Hildesheim: Olms 1982